# Tunguska (flod)
|  | For området i det centrale Sibirien, se Tunguska |
Tunguska (russisk: Тунгу́ска, tr. Tunguska) er en flod i Khabarovsk kraj i det østlige Sibirien i Rusland og en af bifloderne til Amur fra venstre. Floden er 86 km lang og har et afvandingsområde på 30.000 km². 
Tunguska opstår hvor floderne Kur og Urmi løber sammen. Begge disse er omkring 450 km lange. Der er omkring 2.000 indsøer i Tunguskas afvandingsområde med et samlet areal på omkring 80 km².
Hele floden er farbar. Tunguska er isdækket fra november til april.